# Асекеєво (селище)
Асеке́єво (рос. Асекеево) — селище у складі Асекеєвського району Оренбурзької області, Росія.

## Населення
Населення — 423 особи (2010; 515 у 2002).
Національний склад (станом на 2002 рік):
- росіяни — 48 %
- татари — 39 %